# ジジェル
ジジェル（Jijel）は、アルジェリアの都市。アルジェリア北東部に位置し、地中海に面する。人口164,807人.。
ジジェル県の県都である。ジジェルはこの地域の政治経済の中心であり、周辺の原材料を生かしてコルクの生産や皮革、製鉄産業が盛んである。周辺の柑橘類や穀物の集散地でもある。また漁業も重要である。美しい砂のビーチと風景に魅せられた主に国内の観光客が多く訪れ、リゾートタウンが作られて多くのホテルやレストランがある。ジジェルはタザ国立公園から30kmの地点にあり、観光拠点となっている。この国立公園は、以前は広く分布していたものの現在では絶滅の危機にあるバーバリーマカクの居住地として知られている.。
険しい地形のためにジジェルはやや孤立しているが、それでも90km西のベジャイアや135km南西のセティフ、150km南東のコンスタンティーヌなどといった近隣の都市との間には道路が通じている。また、ジジェルには空港もある。ジジェルは木々に囲まれた広い通りと近代的な区画からなる。街の周囲は主にコルクガシからなる森林に囲まれている。
ジジェルに最初に住んでいたのはベルベル人であり、中でもクタマ族が最も知られていた。もともとはフェニキア人の交易地であり、当時の墳墓も残っている。やがて、ローマ帝国、ヴァンダル王国、アラブ人、ジェノヴァ共和国と支配者が次々と変わり、16世紀にはバルバロス・ハイレッディンの支配下に入った。1664年7月にフランスがこの街を占領したものの、Shaban Agaに率いられた抵抗によって同年10月にフランスは撤退を余儀なくされた。1839年、再びフランスがこの街を占領し、抵抗も1851年までには収束して、この街はフランス領となった。1856年には地震が起き、旧市街は荒廃した。
ジジェルの7マイル東に新しくDjen Djen港が建設され8.2mの深さまでのバルクキャリアが入港できるようになった。現在、自動車輸送船とバルクキャリアがこの港を主に使用している。

ジジェル県の位置